# زجاج معشق بالخشب
زجاج معشق بالخشب هو قطع زجاج ملونة يتم تجميعها بواسطة الخشب بحيث ينحت الخشب على أشكال معينة وغالباَ مايتم نحت الخشب بالزخرفة الإسلامية النباتيو والهندسية ويتم تعشيق الزجاج في داخله.
يستخدم الزجاج المعشق بالخشب في صناعة النوافذ والأبواب حيث إن تعشيق الخشب بالزجاج الملون بأشكال زخرفية هندسية ونباتية يزيدها جمالاً وتنسيقاً.
وتستخدم حشوة الزجاج المعشق بالخشب في أغراض التنسيق والتصميم الداخلي بدافع الجمال و تخفيف حدة الضوء في القصور التي شيدها الخلفاء واستعملت بالمساجد والجوامع.